# Holger Andersen
Holger Aksel Olaf Andersen  (født 11. april 1890 i Haderslev, død 4. juli 1961 i Hellerup) var en dansk politiker og bror til Johannes Andersen. 
Holger Andersen blev student fra Haderslev Katedralskole 1908 og teologisk kandidat 1913 efter studier i Tyskland. Hans ville være præst i Nordslesvig, men under første verdenskrig tog han ophold i Danmark, blev medarbejder ved Ribe Stiftstidende. Han skrev om Sønderjylland  og om mellemfolkelige emner. Forud for afstemningen om grænsedragningen 1920 var han en af lederne af det danske afstemningsarbejde i zone 2, som medredaktør af det tysksproget, men dansksindet blad Unser Land.
Efter Genforeningen blev Holger Andersen valgt til Folketinget for Det konservative Folkeparti, hvor han engagerede sig i sønderjyske anliggender. Holger Andersen blev i 1929 udnævnt af Folkeforbundet til højkommissær i Kommissionen angående udveksling af tyrkiske og græske flygtninge med sæde i Konstantinobel. Han blev senere kommissionens formand. Af den grund blev han bevilget orlov fra Folketinget. Holger Andersen genopstillede ikke ved folketingsvalget i 1932. I 1936 blev han valgt til Landstinget, men blev ikke genvalgt ved valget i 1939.
Fra 1943 var Holger Andersen var han formand for Grænseforeningen, denne post havde han til sin død.

## Hæder
Holger Anger blev udnævnt til ridder af Danneborgsordenen i 1922 og til Dannebrogsmand i 1932.

## Ikonografi
Maleri af Harald Slott-Møller ophængt i clubværelset i Flensborghus. Maleri i billedsalen i Folkehjem i Aabenraa.